# Holger Stein
Holger Stein (* 4. Oktober 1957) ist ein ehemaliger deutscher Fußballprofi.

## Karriere
Stein spielte in der A-Juniorenmannschaft des Hamburger SV und stieg anschließend in die Amateurmannschaft des Bundesligisten auf. Er war immer wieder ein Kandidat für die Profimannschaft und wurde auch in einigen Testspielen eingesetzt. Jedoch konnte man sich zunächst nicht zu einer Verpflichtung entscheiden.
Als dann in der Saison 1983/84 die Personaldecke des HSV in der Hinrunde immer dünner wurde – Verletzungen und Sperren machten den eh mit 17 Spielern knapp bemessenem Kader zu schaffen – wurde Stein für das Bundesligaspiel gegen den  1. FC Köln nominiert und kam auch zum Einsatz. Danach erhielt er formal einen Vertrag für die Saison 1983/84. Es blieb jedoch bei diesem einen Einsatz und Stein wechselte nach der Saison zurück in die Amateurmannschaft des Hamburger SV. Später spielte er im Amateurbereich für den SC Sperber Hamburg.

## Erfolge
- 1983 Teilnahme am Weltpokal sowie am Europäischen Supercup
- Deutscher Vizemeister 1984

## Weblink/Quellen
- Holger Stein in der Datenbank von fussballdaten.de